# هندسة صحية

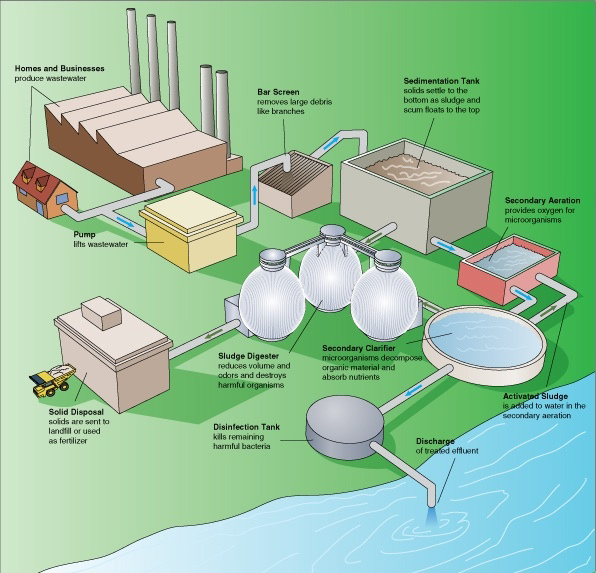

الهندسة الصحية هو فرع من فروع الهندسة المدنية وتهتم بما يخص الصحة العامة. يطلق عليها أحياناً اسم الهندسة البيئية، إلا أن اهتمام الهندسة الصحية محصور أكثر من الهندسة البيئية بما يخص صحة الإنسان أكثر من نظافة البيئة، وتخفيف التلوث، أو الضجيج وغيرها.
بداية في منتصف القرن التاسع عشر، النظام ركز على التقليل من المرض وتوقعوا أنه بسبب المستنقعات المدعوه بنظرية ميازما، وقد تحقق هذا بشكل رئيسي بواسطة الجمع والعزل من تدفق مياه المجاري في لندن على وجه التحديد أي من بريطانيا عموما. وفي وقت لاحق كانت التحسينات التنظيمية قد ذكرت في الولايات المتحدة في وقت مبكر من العام 1865.
لم تكن معنية بالعوامل البية التي لا يكون لها تأثير فوري ومفهوم بشكل واضح على الصحة العامة.المناطق التي تقع خارج نطاق اختصاص الهندسة الصحية وتشمل إدارة المرور والمخاوف بشأن التلوث الضوضائي أو التلوث الضوئي والمخاوف الجمالية مثل المناظر الطبيعية والحفاظ على البيئة لأنها تتعلق بالنباتات والحيوانات.
وغالبا ما توظف مهارات في هذا المجال لتحقيق الهدف الأساسي للوقاية من الأمراض داخل حياة الإنسان بالتأكد من امدادات مياه الشرب الصحية وإزالة القمامة من المناطق المأهولة وما إلى ذلك.
مقارنة ب(على سبيل المثال)الهندسة كهربائية أو الهندسة ميكانيكية التي تعنى في المقام الأول بالأنظمة المغلقة.الهندسة الصحية هيه حقل متعدد التخصصات للغاية والتي تحتوي على عناصر مثل الهيدروليكية والتصاميم البناءة وتكنولوجيا المعلومات وتصميم المشاريع والميكروبيولوجيا وعلم الأمراض (الباثولوجي) والعديد من الأقسام داخل العلوم البيئية والتكنولوجيا البيئية. في بعض الحالات يجب الأخذ بالاعتبار المجالات التي تدخل في مجال العلوم الاجتماعية لابد أخذها في الحسبان أيضا.
بالرغم من أن الهندسة الصحية الأكثر ارتباطا في تصميم شبكات الصرف الصحي ومعالجة مياه الصرف الصحي ومرافق معالجة مياه الصرف الصحي ومراكز إعادة التدوير النفايات، ومكبات النفايات العامة وغيرها من الأمور التي يتم بناؤها. وهيه المصطلح الذي يطبق (على سبيل المثال) خطة عمل لعكس آثار تلوث الماء أو تلوث التربة في منطقة معينة.

## نبذة تاريخية
اختُرعت أنظمة الري منذ خمسة آلاف إلى سبعة آلاف عام لتكون وسيلةً لتوفير المياه للمجتمعات القائمة على الزراعة. كانت القنوات المائية وأنظمة الري من بين الأشكال الأولى لهندسة المياه العادمة. عندما أصبحت المراكز السكانية أكثر كثافة، استُخدمت أنظمة الري لإزالة مياه الصرف الصحي من المستوطنات. كان الرومان من أوائل من أظهروا فعالية القناة. تمثل العصور المظلمة فترةً توقف فيها التقدم في إدارة المياه.
مع نمو السكان، أصبحت إدارة النفايات البشرية مصدر قلق متزايدًا وتهديدًا للصحة العامة. بحلول خمسينيات القرن التاسع عشر في لندن، كان هناك أكثر من 400,000 طن من مياه الصرف الصحي تتدفق إلى نهر التايمز كل يوم؛  150 مليون طن تقريبًا في السنة. انتشرت أمراض مثل الجدري، والدفتريا، والحصبة، والحمى القرمزية، والتيفوس، والكوليرا، والتيفوئيد، عن طريق إمدادات المياه الملوثة. خلال القرن التاسع عشر، بدأت المدن الكبرى ببناء شبكات الصرف الصحي لإزالة النفايات البشرية من المدن ورميها في الأنهار.
خلال القرن العشرين، اختُرعت عملية الحمأة المنشطة، وهي شكل من أشكال تنقية المياه تستخدم البكتيريا لاستهلاك البراز البشري. يُستخدم الكلور لاحقًا في العملية لقتل البكتيريا.
على مر القرون، تغير الكثير في مجال هندسة مياه الصرف الصحي، إذ سببت التطورات في علم الأحياء المجهرية والكيمياء والهندسة تغير المجال بشكل كبير. يعمل مهندسو مياه الصرف الصحي اليوم أيضًا على جمع المياه النظيفة للشرب، ومعالجتها كيميائيًا، واستخدام ضوء الأشعة فوق البنفسجية لقتل الكائنات الحية الدقيقة، ويعالجون أيضًا تلوث المياه في مياه الصرف (المياه السوداء والمياه الرمادية) لجعل هذه المياه آمنة للاستخدام دون تعريض السكان والبيئة المحيطة بها للخطر. تُعتبر معالجة المياه العادمة واستصلاح المياه من الأمور المثيرة للقلق في هذا المجال.

## التعليم

### هندسة
إن هندسة مياه الصرف الصحي ليست درجة دراسية مستقلة بنفسها، بل هي تخصص من درجات معينة مثل الهندسة المدنية، أو الهندسة البيئية، أو الهندسة الكيميائية الحيوية، أو الهندسة الكيميائية. يبدأ التعليم الرسمي لمهندسي مياه الصرف الصحي في المدرسة الثانوية، إذ يلتحق الطلاب بدورات مثل الكيمياء، والأحياء، والفيزياء، والرياضيات العليا، بما في ذلك حساب التفاضل والتكامل. بعد المدرسة الثانوية، تتطلب معظم الوظائف شهادة من وكالة حكومية. يجب على الراغبين في التقدم بهذه الصناعة الحصول على شهادة في الهندسة المدنية، أو الهندسة الميكانيكية، أو الهندسة البيئية، أو شهادة هندسة المنشآت. اكتساب الخبرة من خلال التدريب والعمل في أثناء الدراسة في الكلية هو طريق مشترك نحو التقدم.
يتطلب التعليم حول معالجة النفايات دورة تدريبية في تصميم النظم، ومبادئ تصميم الآلات، وكيمياء المياه، والدورات الدراسية المماثلة. قد تشمل الفصول الأخرى كيمياء العمليات النباتية ودورات عمليات المصنع المختلفة.
قد يتقدم مهندسو المياه العادمة في حياتهم المهنية من خلال التعليم والخبرة الإضافية. بوجود معرفة وخبرة إضافيتين، يمكن للمرء أن يصبح مدير مصنع بأكمله. هيئة الاعتماد التي تُوثّق التعليم من أجل الحصول على الدرجة والترخيص هي مجلس اعتماد الهندسة والتكنولوجيا. مع مرور الوقت، قد تطلب بعض الشركات من مهندس مياه الصرف الصحي مواصلة تعليمه لمواكبة أي تغييرات في التكنولوجيا.
هناك تشجيع للحصول على درجة الماجستير لأن العديد من الشركات تدرجها باعتبارها تفضيلًا في الاختيار.
في هذا المجال، 76% من العاملين لديهم درجة البكالوريوس، و17% يحملون درجة الماجستير، و3% يحملون درجة ما بعد الدكتوراه، وذلك اعتبارًا من عام 2013. متوسط الراتب السنوي هو 83,360 دولارًا تقريبًا.

### عمليات المصنع
يمكن الحصول على العمالة الأولية في هندسة مياه الصرف الصحي من قبل أولئك الذين حصلوا على تعليم رسمي متقدم أو لم يحصلوا عليه. على سبيل المثال، يوضح مجلس مراقبة موارد المياه لولاية كاليفورنيا كيف يمكن للأفراد التقدم من خلال سلسلة من الشهادات بصفتهم مشغّلي معالجة مياه الصرف. يستخدم مجلس الإدارة نظام تصنيف من خمسة مستويات لتصنيف مرافق معالجة المياه إلى فئات من 1 إلى 5 وفقًا للسكان المخدمين وتعقيد نظام المعالجة.
تُوصف متطلبات شهادة المشغّل لمشغلي معالجة المياه ومشغلي معالجة مياه الصرف بالتفصيل بموجب قانون الولاية. لتلبية متطلبات إصدار الشهادات، يجب على المشغلين تقديم طلب إلى مجلس مراقبة موارد المياه لولاية كاليفورنيا، وأن يمتلكوا الخبرة العملية اللازمة، ويستوفوا المتطلبات التعليمية، ويجتازوا الامتحان بناءً على المعرفة والمهارة والقدرات الموضحة في اللوائح. يتعين على المشغلين تجديد شهاداتهم كل ثلاث سنوات. لتكون مؤهلًا للتجديد، يجب على المشغلين المعتمدين إكمال عدد محدد من ساعات التعليم المستمر بعد الإصدار السابق للشهادة.

## الوصف الوظيفي والمهام النموذجية
يستخدم مهندسو المياه العادمة مجموعة متنوعة من المهارات، ويجب أن يمتلكوا معرفة بالهندسة الميكانيكية والبيئية. هناك حاجة إلى أداء المهام وإظهار المعرفة في التصميم، والرياضيات، واللغة الإنجليزية، والبناء، والفيزياء، والكيمياء، والبيولوجيا، والإدارة، والموظفين. يجب أن يكون لدى مهندسي مياه الصرف الصحي مهارات في حل المشكلات المعقدة، والتفكير النقدي، والرياضيات، والاستماع الفعال، والحكم، وفهم القراءة، والتحدث، والكتابة، والعلوم، وتحليل النظام. تشمل أنشطة العمل النموذجية حل المشكلات، والتواصل مع الإدارة والموظفين، وجمع المعلومات، وتحليل البيانات، وتقييم المعايير والامتثال لها، والتواصل مع الآخرين في هذا المجال.
يؤدي مهندسو مياه الصرف الصحي هذه الأنشطة من خلال الجمع بين معارفهم ومهاراتهم لأداء المهام. هذه المهام هي لفهم برامج التصميم بمساعدة الكمبيوتر، وإجراء دراسات لبناء المرافق، وأنظمة إمدادات المياه، وأنظمة التجميع. قد يصممون أنظمة لآلات تجميع مياه الصرف الصحي، بالإضافة إلى مكونات النظام. قد يحللون تدفق المياه، ثم يختارون التصميمات والمعدات وفقًا لمعايير الحكومة والصناعة. يشارك البعض في مجال معين من مجالات الاهتمام مثل جمع النفايات أو صيانة مرافق مياه الصرف الصحي وشبكات تصريف مياه الأمطار داخل المنطقة. يغطي البعض الآخر نطاقًا أوسع من الأنشطة التي قد تشمل صيانة إمدادات المياه العامة، وجمع برنامج نفايات الساحات السكنية، والتخلص من النفايات الخطرة، واستراتيجيات إعادة التدوير، وحتى البرامج المجتمعية حيث «يتبنى» الأفراد أو الشركات منطقة وإما أن يحافظوا عليها بأنفسهم، أو أن يتبرعوا بالأموال للقيام بذلك.
يمكن لمهندسي المياه العادمة أيضًا تحديد معالم طوبوغرافية وجغرافية للأرض لتحديد أفضل وسائل التجميع، وأنابيب التصميمات، وأنظمة تجميع المضخات، وتصميم عمليات معالجة المياه العادمة المجمعة.

## التحديات الحديثة

### ندرة المياه
يواجه مديرو المياه تحديات جديدة وحاجة إلى تكنولوجيا جديدة مع انخفاض مستويات المياه بسبب الجفاف المتكرر والمتزايد. تُستخدم تقنيات مثل تخطيط السونار في الآبار لتحديد حجم المياه التي يمكن أن تحملها. فمثلًا، عمل المسح الجيولوجي للولايات المتحدة وولاية نيويورك معًا لرسم خرائط لمستودعات المياه الجوفية الأرضية منذ ثمانينات القرن الماضي. لديهم اليوم خرائط شاملة لهذه الطبقات الجوفية للمساعدة في إدارة المياه.
قد تظهر مستقبلًا حاجةٌ إلى محطات تحلية المياه في تلك المناطق الأكثر تضررًا من شح المياه. تحلية المياه هي عملية تنظيف المياه عن طريق التبخر؛ يتبخر الماء ويمر عبر الأغشية، ثم يُبرّد ويتكثف، ما يسمح له إما بالتدفق إلى خط المياه الرئيسي أو بالخروج إلى البحر.

## البلديات
عامة، مهندسي الصحة للبلديات والمهنيين المدربين تدريبا عاليا بمجموعة متنوعة من المهارات الهندسية.بعضهم يشترك في مناطق معينة كمناطق جمع النفايات أو صيانة مرافق مياه الصرف الصحي ونظم تصريف مياه الأمطار داخل المقاطعة(الحي).
وآخرون يغطون مناطق أوسع للنشاطات قد تتضمن المذكورين فقط فضلا عن صيانة إمدادات المياه العامة، وبرنامج جمع النفايات من الساحات السكنية وبقايات النفايات الخطرة وطرق اعاة التدوير وحتى برامج المجتمع حيث الأفراد أو الشركات.